# The Warriors (videospil)
The Warriors er et videospil, udgivet til PlayStation 2 af Rockstar Games i 2005. Spillet er baseret på kultklassikeren af samme navn fra 1979. 

## Handling
Spillet er bygget op omkring filmen, men kun en lille del i spillet udgør handlingen fra filmen. Man spiller i lang tid i de 3 måneder før mordet på Cyrus, som filmen er centreret om.

### Kapitler
- New Blood: Første kapitel af spillet er mest af alt en tutorial hvor man lærer spillets styring. Her styrer man Rembrandt, som optages som medlem hvis man gennemfører de opgaver han bliver sat til af The Warriors.
- Real Live Bunch: I andet kapitel styrer man Cleon, og kommer for første gang i totterne med rivalbanden The Destroyers.
- Payback: I tredje kapitel styrer man igen Rembrandt, og tager til East Coney Island for et opgør med rivalbanden The Destroyers.
- Blackout: I fjerde kapitel styrer man Vermin, midt i et kæmpe gadeoprør mellem politi, civile og bander.
- Real Heavy Rep: I femte kapitel styrer man igen Cleon, da det er tid til at give The Orphans en lærestreg.
- Writer's Block: I sjette kapitel styrer man igen Rembrandt, og her gælder det om at være god til at spraymale, da man deltager i en stor konkurrence arrangeret af The Hi-Hats. Banden viser sig dog at have bagtanker med konkurrencen, og her overtager man rollen som Snow da The Warriors jagtes gennem byen, men i sidste ende får man lov til at smadre Hi-Hats lederens personlige galleri.
- Adios Amigos: I syvende kapitel styrer man Ajax i det spanske kvarter af Harlem, for at få ram på The Hurricanes.
- Encore: The Hi-Hats er kommet til Coney Island for at få hævn! En tur gennem Coneys mange forlystelsesparker gør denne bane mindeværdig. Her styrer man igen Cleon.
- Payin' the Cost: I niende kapitel er det tid til at kræve beskyttelsespenge ind fra de lokale butikker, men kort tid efter bliver man sat på en prøve da The Destroyers invaderer Coney for at smadre butikkerne. Her styrer man igen Cleon.
- Destroyed: I tiende kapitel styrer man igen Cleon, og her bliver der endelig sat en stopper for The Destroyers. Det ender med et opgør mellem Cleon og Vermin på den ene side, og Virgil på den anden side.
- Boys in Blue: I ellevte kapitel styrer man for første gang Cochise midt i et opgør mellem politiet og The Turnbull AC's. Man ender midt i deres Heavy Metal koncert, og med et opgør mod deres kørestolsbundne bandeleder Birdie.
- Set Up: I tolvte kapitel styrer man for første gang Cowboy. Med hjælp fra The Saracens får The Warriors informationer om The Jones Street Boys. Her skal man narre banden bag tremmer.
- All City: I trettende kapitel styrer man igen Rembrandt på en gammel togkirkegård. Her gælder det om at sprede Warriors logoet på alle de nye togvogne, så deres logo vil blive set i hele byen.
- Desperate Dudes: Her starter handlingen fra filmen, da Warriors bliver beskyldt for mordet på Cyrus og jagtes, i denne bane, af The Turnbull AC's. Man styrer her Swan og kapitlet slutter med scenen fra filmen, hvor banden jagtes af en bus fyldt med AC's.
- No Permits, No Parley: Igen styrer man Swan, midt i et kæmpe bandeoprør. Kapitlet slutter med et oprør med The Orphans.
- Home Run: Warriors jagtes ned til parken af The Baseball Furies. Det bliver til et blodigt baseball bat svingende opgør.
- Friendly Faces: Halvdelen af The Warriors hygger sig i nogle tøsers selskab, men det er indtil de finder ud af at det er The Lizzies. Senere mødes de to grupper, og har et opgør med The Punks på et toilet.
- Come out to Play-i-ay: Det endelige opgør mod Luther. Herefter slutter spillet.

## Modtagelse
Spillet blev godt modtaget, også af fans af filmen. Musikken og skuespillerne fra filmen er blevet brugt i spillet også, hvilket var et stort plus i manges øjne. Spillet er dog også utrolig voldeligt, hvilket dog efterhånden er forventet af Rockstar Games.